# Општина Албешти (Васлуј)
Албешти (рум. Albeşti) општина је у Румунији у округу Васлуј.
Општина се налази на надморској висини од 175 m.